# جودي بينيت (ممثلة)
جودي بينيت (بالإنجليزية: Judy Bennett)‏ هي ممثلة بريطانية، ولدت في 1943 في ليفربول في المملكة المتحدة.

## وصلات خارجية
- جودي بينيت على موقع IMDb (الإنجليزية)
- جودي بينيت على موقع ميوزك برينز (الإنجليزية)